# NTK (Fernsehsender)
NTK (russisch HTK) ist ein Fernsehsender in Kasachstan mit Sitz in Almaty. Er nahm seinen Sendebetrieb im Herbst 1997 auf.
Das Programm von NTK besteht hauptsächlich aus Unterhaltungsprogrammen und richtet sich vor allem an junge Menschen. Es werden vorwiegend in den USA und Russland produzierte Filme und Serien ausgestrahlt. 
Serien, die von NTK gezeigt werden, sind unter anderem SpongeBob Schwammkopf, Die Pinguine aus Madagascar, iCarly und Cosmo und Wanda – Wenn Elfen helfen.